# チュアベトナム
チュアベトナム(ベトナム語：Chùa Việt Nam / 𫴶越南)は、神奈川県愛甲郡愛川町にあるベトナムの仏教の寺院。2006年に寺院として設立され、2017年に現在の建物が完成した。

## 概要
チュアベトナム(Chùa Việt Nam)のChùaはベトナム語で「寺」を意味し、「チュアベトナム」は日本語で「ベトナム寺」を意味する。
2023年現在、日本においては数山のベトナム寺院が存在するが、愛川町のチュアベトナムはその中でも最大級の規模があるとされる。
チュアベトナムはベトナム人僧侶であるティク・ミン・トゥエン(Thích Minh Tuyền,1938～2017)に主導されて建立された。ベトナム南東部のビントゥアン省に出生したトゥエンは仏教学校を卒業したのち、ホーチミン市の寺院で住職を務めていたが、1971年に訪日団に同行した後、留学するために滞在を申し出た。数十年にわたる日本滞在中、トゥエンはしばしば日本にいる多くのベトナム難民の家族を支援した。さらに、亡命中のベトナム仏教徒の要望に応えて、ベトナム人の伝統的な祭りだけでなく、仏教の主要な祝日に多くの仏教活動を企画した。トゥエンは日本のベトナム仏教界のために、ベトナム仏教寺院を建立したいという願いを持っていたという。
2006年にトゥエンは愛川町にある一般住宅を購入し、改装して装飾を施し、寺院とした。のちに同地は現在のチュアベトナムの用地として使われるようになった。2010年に現在の建物の起工式が行われ、2017年に完工した。建設費の捻出にあたっては、トゥエンがアメリカ、フランスやドイツ、オーストラリアなど様々な国々を訪れ、ベトナム人コミュニティで出資などの協力を求める活動を行った。
愛川町が建立地として選ばれた理由としては、愛川町は土地が安く、川や山などの自然が豊富であったため。ベトナムでは川や山に囲まれた場所が寺院用地として好まれる。トゥエンは愛川町の山や川などの自然を見て、修行には快適な環境だと考えたという。また、愛川町には先行して多くの外国人コミュニティーがあり、住民としてのマナーや日本の習慣の話を同じ立場の外国人住民に聞けることも心強いという。
現在のチュアベトナムは、在日ベトナム人コミュニティの共通の心の拠り所となっている。チュアベトナムにベトナム人が集まる理由としては、自分の先祖の供養や、子息へのベトナム文化の継承、悩み事の相談などが目的とされる。

## 沿革
下記の沿革は同寺院の公式ホームページによるもの。
- 1970年、トゥエンが日本に留学し、仏教の勉強と活動をした。しばしば日本の寺院を借りて、在日ベトナム仏教界のために祭事を企画した。
- 1997年、トゥエンが寺院建立のための土地購入を思い立つ。
- 2006年、愛川町の日本人住居を購入し、装飾した。これが現在のチュアベトナムの原型であるという。
- 2010年、日本にベトナム寺院を建立するための起工式が、各国から集まった僧の立ち合いと共に行われた。
- 2012年、継続的な資金提供の呼びかけのため第一の完工式が行われた。
- 2017年、寺院の建設工事が完了した。
- 2018年、トゥエンが死去。ヌアン・アンとジオイ・バオがチュアベトナムの管理と運営を続けた。

## ベトナムの宗教
ベトナムは多宗教の国であり、他の宗教に卓越した『国教』的存在の宗教が無いとされる。宗教社会学者の三木英はベトナムの宗教について、「ベトナム国民の8割は特定宗教を持たず、祖先崇拝やシャーマニズムが生活の一部として国民に浸透し、ベトナム国民は日本国民と同様に、宗教意識は持ち、冠婚葬祭等において宗教的な行動をとるが、実際には特定宗教への帰属意識がない」 としている。
ベトナムにおける仏教は、紀元前3世紀か2世紀にインド亜大陸から、あるいは1世紀か2世紀に中国からベトナムに初めて伝わったと考えられている。現在のベトナムの仏教は、道教、中国の民間信仰、ベトナムの民間信仰の特定の要素と混合関係を持っている。
現在のベトナム社会主義共和国の社会主義体制下では、宗教は厳格な統制と管理のもとにおかれている。ベトナムにおける各宗教の信仰者の比率は資料によって極めて幅が大きいが、2002年の外務省の資料によると、国民の80%が仏教徒であるという。2016年に公開された米国政府の統計では、「人口の半数を超える人々が仏教徒と見られている」としている。

## 在日ベトナム寺院及びチュアベトナムの役割
現在、日本には数山のベトナム仏教寺院と数堂のベトナムキリスト教会があり、在日ベトナム人のコミュニティを形成している。
ジャーナリズムを専門とする早稲田大学の瀬川至朗ゼミによるチュアベトナムへの取材によると、チュアベトナムは主に三つの役割を担っているという。
本来の仏教寺院として
チュアベトナムの役割には、ベトナムにおける仏教寺院の役割と同様のものが含まれる。ベトナムと同様、夫婦や祈りを捧げにくるベトナム人が訪れることも多いという。
在日ベトナム寺院として
日本に在所するベトナム寺院ならではの参拝客も存在する。祖国や祖国の家族に思いをはせるために訪れる在日ベトナム人や、日本人と国際結婚をしたベトナム人の夫婦、観光や研究などの文化交流を目的とした日本人が訪れるという。
参拝者同士のハブとして
チュアベトナムは在日ベトナム人たちの情報交換コミュニティのハブとしての役目も担っている。チュアベトナムではお祭りや瞑想会などのイベントが開かれ、多くのベトナム人参拝客が集まるが、その際に彼らはこの寺院で求人情報などのさまざまな情報を交換するという。

## 建築
チュアベトナムの建物は日本の寺院とは異なり、屋根や階段に龍の装飾が施されていたり、壁面が黄色く塗られていたりする。ジオイ・バオによると、チュアベトナムの建物は、在日ベトナム人が故郷のことを思い出すことができる場所なのだという。
タムクァン
チュアベトナムの入り口には、タムクァン(ベトナム語:tam quan/三關)という門がある。タムクァンはベトナム仏教を象徴する伝統的な門の様式であり、3つの通路がある（伝統的には、真ん中の通路が最も大きく、両脇の通路は小さい）。ベトナムにおいては仏教建築だけでなく、儒教、道教、ベトナムの民間宗教、キリスト教など、他の宗教建築にも多用される。また、学校や人民委員会の建物など、非宗教的な近代建築物にも利用される。

## 参拝・見学
チュアベトナムは日曜日や各種行事の日に開院している。週末ごとに相模原、厚木、海老名、伊勢原、秦野など近隣の市町村をはじめ、東京、埼玉、遠くは名古屋からも在日ベトナム人が集う。お正月には1,000人集まることもあり、その際は道路にまで人が溢れる。
信者以外の人も見学は自由で、しきたりや作法を教わることができる。

## 地域との関係
ベトナム紙によるヌアン・アン住職へのインタビューによると、参拝客が増えたため、騒音や駐車スペースによる周辺住民の不安を軽減できるよう、地元コミュニティと積極的に関係を築こうとしているという。僧らは日本の文化と日本語を学んでおり、徐々に周囲に住んでいる日本人が訪れて、在日ベトナム人のことをもっと理解し、お互いの距離が近くなることを願っているという。
2023年のジオイ・バオ副住職への取材によると、副住職は日本語での瞑想教室を開催することを考えているとしている。

## 年間行事
下記の年間行事一覧は同寺院の公式ホームページによるもの。
- 正月（1月）
- 旧正月/テト（2月）
- 元宵節（2月）
- 観音菩薩法要（3月）
- 灌仏会（5月）
- 夏のリトリート（8月）
- 盂蘭盆会(ブーラン祭)（8月）
- 開山尊者の儀式（8月）
- 中秋節（9月）
- 秋のリトリート（11月）
- 阿弥陀如来法要（12月）

## 地理
愛川町の日本籍/外国籍比率(2023.4.1)
愛川町在住外国人の国・地域別比率(2023.1.1)
チュアベトナムの所在する愛川町は人口4万人弱と、神奈川県内の市町村では相対的に規模が小さいが、外国籍住民の比率は高い。全人口に対して約7.5%という外国籍住民の比率は、国際都市である横浜市などを抑えて神奈川県ではもっとも高い。南米やアジアのほかにも、欧州、アフリカの国々、48の国と地域からの人々が愛川町に移住している。
愛川町にこれほど外国籍住民が多い理由としては、1966年に完成した、神奈川県最大級の工業団地である愛川町の内陸工業団地で労働力が求められたことが一因であると考えられている。また、愛川町の企画政策課では1990年の入管法改正を外国籍町民の増加の転機であるとしている。愛川町では2008年のリーマン・ショック、2011年の東日本大震災、そして2020年の新型コロナウイルスの蔓延にもかかわらず、外国籍住民は増加の一途を辿っている。
2019年には愛川町へ移住した在日ベトナム人は100人を超えた。愛川町にはベトナム料理の店もいくつかある。
愛川町内にはチュアベトナムの他、在日カンボジア人向けの上座部仏教寺院兼文化センターとして計画された「在日カンボジア文化センター」、在日ラオス人に向けた日本で唯一のラオス仏教寺院とされる「在日本ラオス文化センター」、在日タイ人に向けたタイでは鐘の寺として知られるワットラカンの別院、「ワットラカンジャパン」などがある。

## 住所等
- 住所：神奈川県愛甲郡愛川町半原4889－1
- 開院時間：毎週日曜、その他祭事日

## アクセス
- 小田急電鉄小田原線、本厚木駅から「半原」行きバスに乗車し、「愛川大橋」で下車。乗車時間約40分。